# Langue des signes guinéenne
La langue des signes guinéenne, est la langue des signes utilisée dans l'école pour sourds de Conakry en Guinée.

## Caractéristiques
La langue des signes guinéenne est basée sur la langue des signes américaine, avec des influences de la langue des signes française.